# 弦楽四重奏曲第1番 (ヤナーチェク)
弦楽四重奏曲 第1番ホ短調『クロイツェル・ソナタ』は、レオシュ・ヤナーチェクが1923年10月30日から11月7日にかけて作曲した弦楽四重奏曲。1924年10月17日にプラハで初演された。
『クロイツェル・ソナタ』という副題は、レフ・トルストイの同名の小説に触発されたことを暗示しており、ベートーヴェンの『ヴァイオリンソナタ第9番』とは直接的な関連性はない（ただし第3楽章に、ベートーヴェン作品から楽句が引用されている）。かつてヤナーチェクは、この小説に霊感を得て弦楽三重奏曲（1904年）とピアノ三重奏曲（1908年 - 1909年）の2つの出発点としたが、その2曲は現在散逸している。
この弦楽四重奏曲は以下の4つの楽章からなるが、全曲を通して演奏してもおおよそ15分程度の長さしかない。またそれぞれの楽章は、順を追って物語を展開どおりに音楽化している。つまり、主人公が妻の不倫を知って苦悩する場面から開始楽章が始まり、終楽章で妻の殺害に至るのである。
1. Adagio
2. Con moto
3. Con moto – vivo – andante
4. Con moto (adagio) – più mosso